# Slaget vid Plataiai
Slaget vid Plataiai utkämpades 479 f.Kr. mellan Persiska riket och en allians av grekiska stadsstater ledda av Sparta. Grekerna segrade och därmed avslutades de persiska krigen.

## Bakgrund
Efter nederlaget till sjöss i slaget vid Salamis retirerade kung Xerxes I till det grekiska landskapet Boiotien. Där lämnade han en del av sin här under ledning av Mardonios. Han själv åkte tillbaka till sitt rike med en del av sin här. Mardonios sände brev till atenarna och bad dem att alliera sig med perserna, men atenarna vägrade, trots att Sparta inte kom till undsättning utan höll sin armé på Peloponnesos. Mardonios brände återigen Athen.
År 479 f.Kr. gick plötsligt spartanerna med full styrka under ledning av Pausanias ut från Isthmus, följda av andra peloponnesiska städers trupper. På vägen mot Mardonios blev grekerna allt fler. Snart ställde Mardonios upp för strid. Slaget utkämpades vid Plataiai, en stad som tidigare hjälpt Athen i slaget vid Marathon genom att skicka en här på knappt 1 000 man som förstärkning.

## Slaget
Enligt Herodotos hade Mardonios ställt upp sin här på plan mark, där hans kavalleri (som var hans bästa trupper), kunde röra sig fritt och använda sin fulla kraft. Grekerna, å sin sida, hade formerat sig uppe på en kulle med stenar och buskar, vilket gjorde det svårt för kavalleri att förflytta sig. Persernas armé, som uppskattas ha varit tre gånger så stor som grekernas, avancerade långsamt mot grekerna. Grekerna ansåg om 300 spartaner kunde hålla emot Xerxes hord vid Thermopyle i över en vecka, vad kunde då 10 000 greker göra mot 30 000. Det blev lite mindre strider där grekerna lyckades få övertaget, och plötsligt gjorde spartanernas hopliter ett anfall mot fiendens kavalleri, som inte hade förväntat sig att fienden skulle anfalla på plan mark. De hann inte storma fram mot fienden, och eftersom perserna överraskades, blev de krossade av det plötsliga anfallet. Bland de många stupade återfanns den persiske befälhavaren Mardonios.

## Följder
Under ledning av Artabazos retirerade resterna av den persiska hären norrut mot Makedonien. Tillsammans med den vid samma tid inträffade förlusten i sjöslaget vid Mykale ledde nederlaget vid Plataiai till att perserna tvingades lämna Grekland för att aldrig återkomma med en ny invasionshär.